# Toonumbar-Nationalpark
Der Toonumbar-Nationalpark ist ein Nationalpark im äußersten Nordosten des australischen Bundesstaates New South Wales, 617 km nördlich von Sydney und ca. 65 km nordwestlich von Lismore.
Im Park finden sich Gondwana-Regenwälder, die seit 1986 als Weltnaturerbe gelten und 2007 in die australische Liste der Naturdenkmäler aufgenommen wurden.

## Beschreibung
Die subtropischen Regenwälder sind Lebensraum für vom Aussterben bedrohte Pflanzen und Tiere, z. B. die Sooty Owl (Eule), den Rotbeinfilander und den Gelbbauch-Gleitbeutler. Die Regenwälder am Dome Mountain und im Murray Scrub sind Teil der als Weltnaturerbe gelisteten Gondwana-Regenwälder im Osten Australiens. Die wilde Gegend um den Mount Lindesay, den Dome Mountain und das Edinburgh Castle haben viele Aborigines zu Legenden inspiriert.
Neben den Regenwäldern gibt es auch kühlere und trockenere Orte im Park, die mit einer besonders artenreichen Flora glänzen, von lichten Eukalyptuswäldern über dichte Wälder mit hohen Eukalyptusbäumen bis zu Wäldern mit Bangalow Palms (Archontophoenix cunninghamiana).
Die Tierwelt wartet mit Arten, wie dem Marmorschwalm (Podargus ocellatus), dem Koala, dem Braunrücken-Leierschwanz und für den Regenwald typischen Reptilien und Fröschen auf. Der Regenwald ist ein wichtiges Rückzugsgebiet für fruchtfressende Tauben und insektenfressende Fledermäuse. Filander leben ebenfalls dort. 
Im Park finden sich Focal-Peak-Vulkane (die vor 23 Mio. Jahren aktiv waren und von denen an Stelle des zentralen Kraters eine steile Basaltsäule stehen geblieben ist). Die verwitterten Vulkanreste des Mount Lindesay, des Dome Mountain und des Edinburgh Castle prägen heute die Landschaft. Die hohen Regenmengen und der fruchtbare Boden haben an ihren Hängen einen einzigartigen Regenwald geschaffen.
Durchschnittlich regnet es jährlich 1035,8 mm im Park. Die höchste tägliche Regenmenge waren bisher 449,4 mm.

## Landrechte der Ureinwohner
Auch auf das Gebiet des Toonumbar-Nationalparks erhoben die Githabul erfolgreich Anspruch. Trevor Close, ein Aborigines-Anwalt, kämpfte 15 Jahre lang gegen die Regierung von New South Wales, bis er den Prozess im Gedenken an seinen Großvater, Rory Close, gewonnen hatte. Im Toonumbar-Nationalpark gibt es eine Reihe von Jurabihls (heiligen Plätzen). Der Dome Mountain ist der heilige Platz der Githabul für Regen. Edinburgh Castle ist ein Goanna-Platz und gehört den Williams, die im Aboriginesreservat Muli Muli wohnen, das knapp 10 km westlich der Stadt Woodenbong liegt.